# أندرو ستادلر
أندرو ستادلر (بالإنجليزية: Andrew Stadler)‏ (1 مايو 1988 بميلواكي في الولايات المتحدة - ) هو لاعب كرة قدم أمريكي في مركزي الوسط والهجوم. لعب مع نادي أوسترسوند ونادي ساندفيكين وFärila IF ‏ ونادي لاندسكرونا ‏.

## وصلات خارجية
- أندرو ستادلر على موقع اتحاد السويد (السويدية)
- أندرو ستادلر على موقع قاعدة بيانات كرة القدم.إي يو (الإنجليزية)
- أندرو ستادلر على موقع Soccerway.com (الإنجليزية)